# Sint-Ludgeruskerk (Utrecht)
De Sint-Ludgeruskerk was een kerkgebouw in de wijk Zuilen van de huidige Nederlandse gemeente Utrecht.
Het bouwwerk stond destijds aan de Amsterdamsestraatweg 575 in Elinkwijk. De eerste steen werd gelegd op 4 juli 1923. Op maandag 11 augustus 1924 werd de kerk door de toenmalige aartsbisschop van Utrecht Mgr. van de Wetering ingewijd. Wegens teruglopend kerkbezoek werd het kerkgebouw begin 1977 gesloopt.

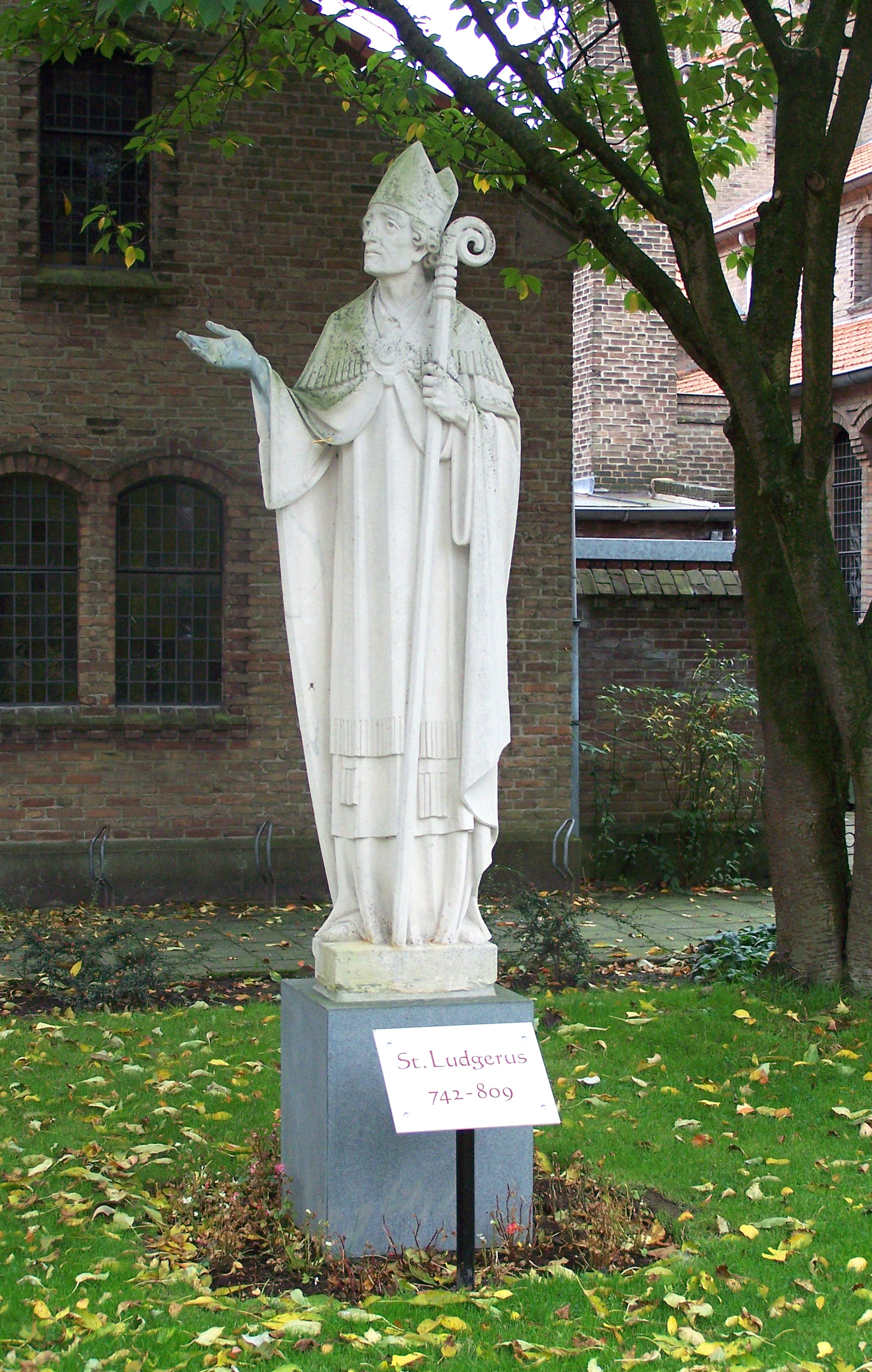
Beeld uit de voormalige Sint-Ludgeruskerk vervaardigd door Leo Jungblut.